# Egidijus Bičkauskas
Egidijus Bičkauskas (* 29. května 1955) je litevský politik, veřejný činitel, signatář Zákona o obnovení nezávislosti Litvy, vyhlášeného Nejvyšším sovětem Litevské republiky, jeden z nejdůležitějších vyjednavačů ve věci obnovení nezávislosti Litvy v Kremlu (v letech 1989–1993) a ve věci odchodu okupačních sovětských vojsk z území Litevské republiky, iniciátor značného množství redakcí litevských zákonů, vedoucí pracovní skupiny pro boj s organizovanýn zločinem a proti korupci, pracovní skupiny, která předložila Seimu novou redakci trestního zákona, který byl schválen v roce 2000, mimořádný a zplnomocněný velvyslanec, prokurátor Generální prokuratury, člen bezpečnostní služby “Ekskomisarų Biuras”. V poslední době pracuje jako advokát.